# Chinchenia
Chinchenia là một chi thằn lằn cổ rắn, được Young mô tả khoa học năm 1965.